# جيبسون ألبا
جيبسون ألبا (بالإنجليزية: Gibson Alba)‏ هو لاعب كرة قاعدة دومينيكاوي، ولد في 18 يناير 1960 في سانتياغو دي لوس كاباليروس في جمهورية الدومينيكان.

## وصلات خارجية
- جيبسون ألبا على موقع دوري كرة القاعدة الرئيسي (الإنجليزية)
- جيبسون ألبا على موقعبيزبول رفرنس.كوم (الدوري الرئيسي) (الإنجليزية)
- جيبسون ألبا على موقعبيزبول رفرنس.كوم (الدوري الثانوي) (الإنجليزية)
- جيبسون ألبا على موقع مشجعي الرسوم البيانية (الإنجليزية)